# Amphimallon evorense
Amphimallon evorense é uma espécie de insetos coleópteros polífagos pertencente à família Melolonthidae.
A autoridade científica da espécie é Reitter, tendo sido descrita no ano de 1913.
Trata-se de uma espécie presente no território português.